# Adolf Greber
Adolf Greber (* 4. Mai 1896 in Au, Vorarlberg; † 12. Jänner 1966 in Nüziders, Vorarlberg) war ein österreichischer Politiker, Lehrer und Bezirksschulinspektor. Er war von 1934 bis 1938 Abgeordneter zum Vorarlberger Landtag. 

## Ausbildung und Beruf
Nach dem Besuch der Volksschule in Au absolvierte Greber die Lehrerbildungsanstalt in Innsbruck und legte dort 1914 die Reifeprüfung ab. Danach diente er während des Ersten Weltkriegs beim 1. Regiment der Tiroler Kaiserjäger. Nach seiner Rückkehr aus dem Krieg arbeitete er als Lehrer in Hard und Reuthe, erhielt 1920 die Lehrbefähigung für Volksschulen, und 1922 jene für Hauptschulen und hatte danach von 1923 bis 1936 das Amt des Schulleiters von Egg inne. Er war danach von 1936 bis 1940 Direktor der Hauptschule in Bludenz und von 1940 bis 1941 Direktor bzw. von 1941 bis 1945 Rektor der Knaben- und Mädchen-Hauptschule Bludenz. Auch im Zweiten Weltkrieg leistete er Kriegsdienst. Greber war von 1936 bis 1938 sowie von 1945 bis 1961 Inspektor der landwirtschaftlichen Berufsschulen in Vorarlberg und von 1945 bis 1961 Bezirksschulinspektor von Bludenz.

## Politik und Funktionen
Greber war Mitglied der Vorarlberger Heimatwehr und Baonsführer im Bregenzerwald. Zudem war er von 1934 bis 1936 als Bezirksleiter der Vaterländischen Front im Bregenzerwald aktiv. Er wurde 1934 als Standesvertreter des Schul-, Erziehungs- und Volksbildungswesens vom Vorarlberger Landeshauptmann zum Mitglied des Ständischen Landtags berufe und gehörte in der Folge vom 14. November 1934 bis zum Anschluss Österreichs am 12. März 1938 dem Landtag an. Zudem war er Mitglied des katholischen Lehrervereins. 

## Privates
Adolf Greber wurde als Sohn des Land- und Gastwirts Josef Greber und dessen Gattin Maria Berlinger (1865–1901) geboren. Er heiratete am 2. Juni 1924 in Egg Hedwig Metzler (1897–1967) und wurde zwischen 1925 und 1936 Vater von sechs Kindern.

## Auszeichnungen
- Große Silberne Tapferkeitsmedaille (Erster Weltkrieg)
- Kleine Silberne Tapferkeitsmedaille (Erster Weltkrieg)
- Bronzene Tapferkeitsmedaille (Erster Weltkrieg)
- Ernennung zum „Regierungsrat“ (1952)
- Goldenes Ehrenzeichen für Verdienste um die Republik Österreich (1959)